# FK Venta
Venta Kuldiga (łot. Futbola Klubs Venta Kuldīga) – łotewski klub piłkarski z siedzibą w mieście Kuldīga, nad rzeką Windawa (Venta) w Kurlandii.

## Historia
Chronologia nazw:
- 1964: Naftas bāze Windawa
- 1965—1968: Osta Windawa
- 1968—2004: Venta Windawa
- 2004—2005: Venta Kuldīga

Klub został założony w 1964 jako Naftas bāze Windawa. Uczestniczył w rozgrywkach niższych lig Mistrzostw ZSRR. W 1967 zdobył Puchar Łotewskiej SRR. W 1969 został mistrzem Łotewskiej SRR. Po awansie do Virsligi w 2004 przeniósł się do Kuldīgi, ponieważ w  najwyższej lidze występował już inny klub z Windawy – FK Ventspils. W 2003 klub występował w 3 lidze, w 2004 w 2. lidze, a w 2005 w 1. lidze. Ten postęp był związany z zamożnym sponsorem i wysokim budżetem. klub miał ambitne plany. Zespół zatrudnił m.in. byłego gracza reprezentacji Ukrainy Ołeha Łużnego oraz polskiego bramkarza Macieja Nalepę. Kapitał okazał się jednak nietrwały i klub opuścili czołowi gracze. Beniaminek ukończył sezon na ostatnim miejscu 8-zespołowej ligi. Klub ogłosił bankructwo i został rozwiązany.